# Viktor Savin
Viktor Aleksejevitsj Savin (Russisch: Виктор Алексеевич Савин; Njobdino, 21 november 1888 - Republiek Komi, 11 augustus 1943) was een Komi dichter en toneelschrijver. Hij gebruikte het pseudoniem Njobdinsa Vittor (Komi: Нёбдінса Виттор).

## Biografie
Savin werd in 1888 geboren in Trösh, een klein dorp zo'n tachtig kilometer bij Syktyvkar vandaan. Hij kwam uit een arm gezin, zijn beide ouders waren analfabeet. Hij blonk uit op de basisschool, maar hij mocht niet doorstuderen. Hij moest gaan werken om het gezin te ondersteunen. In 1900 kwam er een middelbare school in de buurt, waar hij uiteindelijk toch naartoe mocht. Zijn ouders konden zijn opleiding niet betalen, maar omdat Savin zo begaafd was, betaalde de staat het voor ze. Na zijn opleiding, die tot zijn zestiende duurde, ging hij aan het werk als ambtenaar in Kulömdin. Hier schreef hij zijn toneelstuk Kulömdinsa bunt (De opstand van Ust-Kulom) over de pachtersopstand die in die streek plaatsvond van 1841 tot 1843. Later werd hij overgeplaats naar  Shchugyrdin, waar hij kennis maakte met jonge revolutionairen.

## Werk
Savin heeft gedichten, toneelstukken en verhalen geschreven. Zijn eerste gedicht was Görd zvön, een gedicht dat de Komi arbeider oproept tot actie. Ook heeft hij een gedicht geschreven over een meisje met wie hij van zijn ouders moest trouwen. Hij heeft echter geweigerd met haar te trouwen, omdat hij vond het gearrangeerde huwelijk iets was van voor de revolutie. Zijn autobiografie over zijn leven tot 1920 eindigt ook met een gedicht: Oktyabrödz parmayn (Voor oktober in de bossen van Komi, 1928). Hierin vertelt hij over zijn rol in de literaire revolutie.
Savin heeft de volgende toneelstukken geschreven:
- Sjondi petigön dzoridz kosmis (Bij zonsopgang verwelkte de bloem, 1919)
- Rajyn (In de hemel, 1922)
- Inasjtöm lov (Rusteloze ziel, 1927)
- Kulömdinsa bunt (De opstand van Ust-Kulom, 1928)